# Telopea (revista)
Telopea (abreviado Telopea)  es una revista científica de revisión por pares que publica artículos de investigación originales sobre la sistemática de las plantas, se centra en la flora de Nueva Gales del Sur pero con un contenido amplio que abarca Australia y la región Asia-Pacífico. La revista fue fundada en 1975 y se publica semestralmente por el Herbario Nacional de Nueva Gales del Sur, Real Jardín Botánico. Se llama así por el género Telopea, comúnmente conocida como la Waratahs.